# Lophotriccus galeatus
Lophotriccus galeatus е вид птица от семейство Tyrannidae.

## Разпространение
Видът е разпространен в Бразилия, Венецуела, Гвиана, Колумбия, Перу, Суринам и Френска Гвиана.